# Філарет (Гумілевський)
Архієпископ Філарет (в миру Дмитро Григорович Гумілевський, при народженні Конобеївський рос. Дмитрий Григорьевич Конобеевский; 23 жовтня (5 листопада) 1805 село Лісне Конобеєво, Шацький повіт, Тамбовська губернія — 9 (22) серпня 1866) Конотоп) — церковний історик, громадський діяч, джерелознавець. Архієпископ Чернігівський і Ніжинський. Також богослов, біблеїст, патролог. 14 квітня 2009 прославлений Української церквою Московського патріархату у лику місцевошанованих святих.

## Біографія
Народився на ерзянських землях Тамбовської губернії, в родині священика Григорія Конобеївського. Прізвище Гумілевський йому було дане в семінарії у зв'язку з його малим зростом і смиренною вдачею (від латинського humilis- низький, незнатний). Існують перекази, що в юності Дмитро відвідав Саровську пустинь, де Серафим Саровський сказав про нього: «Сей отрок буде великим світильником Церкви і прославиться по всій Русі, як вчений муж».
Закінчив Шацьке духовне училище, Тамбовську духовну семінарію, Московську духовну академію (зі ступенем магістра, другим у випуску), після закінчення якої був залишений при ній для підготовки до викладацької діяльності. Доктор богослов'я (1860).
19 серпня 1829 був пострижений у чернецтво. При постризі митрополит Московський і Коломенський Філарет (Дроздов) дав йому своє ім'я — безпрецедентний випадок в історії академії.
З 3 лютого 1830 — ієродиякон. З 29 червня 1830 року — ієромонах.
З 6 червня 1831 — бакалавр по кафедрі церковної історії Московської духовної академії, член собору ієромонахів московського Донського монастиря, цензор.
З 1832 — професор по кафедрі Священного Писання.
З 1 травня 1833 — інспектор Московської духовної академії, професор по кафедрі морального і пастирського богослов'я.
З 27 січня 1835 — архімандрит.
З 14 грудня 1835 року — ректор Московської духовної академії. Заснував академічний журнал «Творіння святих Отців в російській перекладі з додатками духовного змісту».
З 9 березня 1837, одночасно, настоятель московського Богоявленського монастиря.

### Єпископ Латвії
З 21 грудня 1841 — єпископ Ризький, вікарій Псковської єпархії.
Під час його управління Ризьким вікаріатством були відкритті 63 парафії, споруджено 20 постійних і 43 тимчасові церкви. Був прихильником поширення православ'я серед латиських і естонських селян, що викликало активну протидію з боку остзейських аристократії і лютеранського духовенства (за словами митрополита Мануїла (Лемешевського), «намагалися паралізувати діяльність архіпастиря, не гребували найбруднішими доносами»). В 1844 приєднав до православ'я членів протестантської громади гернгутерів на їх прохання, причому імператор Микола I дозволив здійснювати для них богослужіння латиською мовою. У квітні — грудні 1845 в православ'я перейшли 9870 естонців і 4564 латиша, за сім місяців 1846 — 6285 естонців і 6313 латишів. Усього в 1845—1848 тільки в естонській частині Ліфляндської губернії до православ'я приєдналися 63858 селян. За словами професора Дерптського університету М. А. Розберга (лютеранина за віросповіданням), без будь-якого підбурювання, без надії на будь-які земні вигоди натовпи добродушних і мирних селян, закінчивши свої польові роботи, направляються до російських священиків, щоб прийняти російську віру. Це видовище не тільки возвишає і зворушує, але і являє собою торжество православної духовності, бо це не порушники, не напівдикі язичники, не уніати, які ближче стоять до російської Церкви, але протестанти, що три століття перебували під впливом красномовства освічених лютеранських священиків.
При цьому у своїй діяльності єпископ Філарет виходив з інструкції Миколи I від 1845 про порядок переходу естонців і латишів у православ'я, яка забороняла примус у цьому питанні і обіцянки матеріальних благ у разі зміни віросповідання. Багато уваги єпископ приділяв підготовці священиків для вікаріатства, в 1847 в Ризі було відкрито духовне училище. Два естонця, що приєдналися до православ'я, були висвячені на священиків. Діяльність владики Філарета підготувала перетворення в 1850 вікаріатства в самостійну Ризьку єпархію, яка згодом виросла у Латвійську Православну Церкву, що діє на території держави Латвія.

### Діяльність в Україні
З 6 листопада 1848 — єпископ Харківський і Охтирський.
7 квітня 1857 возведений у сан архієпископа.
З 2 травня 1859 — архієпископ Чернігівський і Ніжинський.
Як правлячий архієрей Харківської та Чернігівської єпархій владика Філарет дбав про забезпечення духовенства, організовував церковно-парафіяльні школи, друкарні, засновував монастирі і керував храмобудівництвом. 1860 року розпорядився масово відкрити церковно-приходські школи в селах Чернігівщини. 1861 року в губернії було понад 700 шкіл. Заснував періодичне видання «Чернігівські єпархіальні відомості». Готував програми викладання для духовних навчальних закладів на утримання яких направляв доходи від видання своїх праць. Багато коштів витрачав на благодійність, у зв'язку з чим був змушений постійно скорочувати свої витрати. Здобув популярність своїми проповідями в Харківській єпархії під час Великого посту, опублікованими під назвою «Бесіди про страждання Господа нашого Ісуса Христа», і виданням «Історико-статистичного опису Харківської єпархії».
Влітку 1866 на півдні Чернігівської губернії спалахнула епідемія холери. Архієпископ Філарет вирішив відвідати цей регіон, щоб підбадьорити полеглих духом прихожан, попри те, що сам, за свідченням очевидців, був «нездоровым, расстроенным душевно и физически». Під час подорожі владика захворів на холеру і 9 серпня помер у м. Конотопі. За словами митрополита Мануїла (Лемешевского), від Конотопа до Чернігова протягом 180 верст народ змінюючи один одного супроводжував труну любого архіпастиря в кількості 10-12 тисяч чоловік. При цьому не було жодного випадку захворювання на холеру. Забули всі про цей страшний бич. Холера не дійшла до Чернігова і припинилася.
Філарета (Гумілевського) було поховано у крипті під вівтарем Троїцького собору в Чернігові. У 1884 р. коштом відомого історика Г. Милорадовича на стіні храму встановили бронзову меморіальну дошку (не збереглася), що мала увічнити пам'ять про Чернігівського архієрея.

## Історик і богослов
Владика Філарет здобув популярність своїми науковими працями. Він був членом Товариства історії та старожитностей російських (1847); дійсним членом Імператорського Російського географічного товариства (1852); почесним членом Імператорського Російського археологічного товариства (1856), Копенгагенського товариства старожитностей, Московського і Харківського університетів, Київської і Московської духовних академій, Імператорської Академії наук. Професор Казанської духовної академії Григорій Єлісєєв вважав, що це був, можна сказати, єдиний справді вчений богослов в Росії, який як богослов-догматик, як богослов-історик, як богослов-археолог стояв якщо не вище, то ніяк не нижче знаменитих закордонних богословів, людина надзвичайно талановита, цілком віддана науці.
За словами митрополита Мануїла (Лемешевського), в працях Філарета вражає маса критичних статей і заміток. Це була особливість його таланту — допитливо ставитися до всякого предмету, все перевіряти поглядом критика. Він дуже багато читав. Все життя його була присвячене читанню та праці. Суспільству, публіці він віддавав себе тільки по крайній необхідності. Люди, які близько його знали, говорили, що він працював і відпочивав, їв і пив завжди з книгою в руках і тут же відразу робив потрібні йому замітки і вилучення … У нього завжди було бажання за все взятися, у всьому з'явитися якщо не зачинателем, то встигнути більше інших, у всьому залишити про себе добру пам'ять.

### Історія Російської Церкви

Значну популярність здобула його головна праця «Історія Російської Церкви» (доведена до 1826), що вийшла у п'яти випусках в Ризі і в Москві в 1847-1848 і витримала безліч перевидань. Автор запропонував принципово нову періодизацію російської церковної історії, розділивши її на п'ять періодів: від початку християнства на Русі до навали монголів (988-1237); від навали монголів до поділу руської митрополії (1237 — 1410); від поділу митрополії до встановлення патріаршества (1410–1588); період Патріаршества (1589 — 1720); синодальне управління (1721—1826). У скороченому вигляді вона вперше була видана в 1859 і потім, як підручник, витримала безліч перевидань.
На думку протоієрея Георгія Флоровського (який вважав владику Філарета людиною «виняткових обдарувань, з неспокійною думкою і тривожним серцем»), в цій праці «вперше вся російська церковна історія була розказана і показана як живе ціле, розказана ясно і вдумливо». Професор Антон Карташов вважав, що «справжню вчену історію Руської Церкви ми маємо з часу виходу в світ „Історії Руської Церкви“ архієпископа Філарета».
В енциклопедії Брокгауза і Ефрона історична праця владики Філарета порівнювався з «Історією держави російської» Миколи Карамзіна і оцінювалася наступним чином: Автор стоїть цілком на богословській точці зору; явища російської церковної історії він розглядає з їх, так би мовити, офіційної сторони: викладає насамперед подвиги святих мужів і ієрархів на користь російської церкви, а потім йде розгляд єресей і розколів, як відхилень від правильного розуміння православного вчення. У нього немає вказівок на внутрішній процес сприйняття руським народом істин християнства, а також і на причини відхилення від церковного вчення.

### Богословські та історичні праці
Значущим богословським працею владики Філарета в області патрології є «Історичне вчення про Отців Церкви», опублікована в трьох томах в 1859. За словами протоієрея Олександра Меня, він прагнув розкрити всю живу багатогранність святоотецького вчення, а не перетворювати його на застиглу схему. За його словами, святі отці, слідуючи в головному церковному Переданню, з багатьох питань мали різні думки. Вони «роздумували про слово Боже, про предмети віри, про правила життя, вони сперечалися, ораторствували, філософствували і були філологами, і при цьому навіть помилялися». Подібний підхід видався надто сміливим, і книга змогла вийти лише в нових церковно-суспільних умовах (тобто після смерті Миколи I, за царя-реформатора Олександра II).
Також був автором докладного «Огляду російської духовної літератури» (1859—1861), капітальної праці «Православне догматичне богослов'я» (1864), житій святих, безлічі історичних монографій, статей і проповідей.

## Праці
- (рос. дореф.) История Русской Церкви: Периоды 1—5. М., Рига, 1847—1848. В 5-ти частях (переиздание — М., 2001);
- (рос. дореф.) Слова и беседы Филарета, епископа Харьковского и Ахтырского, говоренные в Риге. М., 1850;
- (рос. дореф.) Беседы о страданиях Господа нашего Иисуса Христа, говоренные Филаретом, епископом Харьковским и Ахтырским: В 2 ч. М., 1857 (2-е издание — 1859, 3-е издание — 1884);
- (рос. дореф.) Историко-статистическое описаніе Харьковской епархіи. В 5-и частях (1852-1857);
- (рос. дореф.) Исследование о смерти царевича Димитрия. М., 1858;
- (рос. дореф.) Слова и беседы Филарета, архиепископа Харьковского и Ахтырского. 1858—1859. В 3-х частях;
- (рос. дореф.) Историческое учение об отцах Церкви. СПб., 1859. В 3-х томах (второе издание — 1882);
- (рос. дореф.) Обзор русской духовной литературы, 862—1720. Харьков, 1859—1861 (2-е издание — 1863, 3-е издание — 1884);
- (рос. дореф.) Исторический обзор песнопевцев и песнопения Греческой Церкви, с примечаниями и снимками древних нотных знаков. СПб., 1860. (Переиздание — 1902, репринтное издание — Сергиев Посад, 1995).;
- (рос. дореф.) Кафедральные черниговские монастыри: Ильинский, Елецкий и Борисоглебский. Чернигов, 1861;
- (рос. дореф.) Русские святые, чтимые всей Церковью или местно: Опыт описания жизни их. Чернигов, 1861—1864 (2-е издание — 1863—1865, 3-е издание — 1882);
- (рос. дореф.) Слова, беседы и речи Филарета, архиепископа Черниговского и Нежинского. 2-е издание. Чернигов, 1863. В 4-х частях (3-е издание — 1883);
- (рос. дореф.) Православное догматическое богословие. Чернигов, 1864 (2-е издание — 1865, 3-е издание — 1882);
- (рос. дореф.) Святые южных славян: Опыт описания жизни их. Чернигов, 1865. В 2-х томах (2-е издание — 1882, 2-е издание — 1883, 4-е издание — 1894);
- (рос. дореф.) Жития святых подвижниц Восточной Церкви. 2-е издание СПб, 1885, 3-е издание — 1898 (репринтное воспроизведение — М., 1994). Заглавие 1-го издания — «Святые подвижницы Восточной Церкви» (СПб, 1871);
- (рос. дореф.) Жития святых, чтимых Православной Церковью, с сведениями о праздниках Господских и Богородичных и о явленных чудотворных иконах. СПб., 1885 (2-е издание — 1892, 3-е издание — 1900);
- (рос. дореф.) Историко-статистическое описание Черниговской епархии. Чернигов, 1873.

## Шанування і прославлення
14 квітня 2009 року Священний Синод Української Православної Церкви ухвалив рішення про причислення архієпископа Філарета до лику місцевошанованих святих Чернігівської єпархії. 25 жовтня того ж року в Троїцькому соборі Чернігова відбувся чин канонізації, очолений митрополитом Київським Володимиром. По здобутті мощі святителя були перенесені з крипти собору і розміщені в новій раці в самому соборі.